# 巴尔奈
巴尔奈（法語：Barnay，法語發音：[baʁnɛ]）是法国索恩-卢瓦尔省的一个市镇，属于欧坦区。

## 地理
巴尔奈（47°5'16"N, 4°20'19"E）面积15.4 平方千米，位于法国勃艮第-弗朗什-孔泰大區索恩-卢瓦尔省，该省份为法国中部省份，北起顺时针与科多尔省、汝拉省、安省、罗讷省、卢瓦尔省、阿列省和涅夫勒省接壤。
与巴尔奈接壤的市镇（或旧市镇、城区）包括：芒莱、武德奈、科尔代斯、伊戈尔奈、吕斯奈莱韦克。

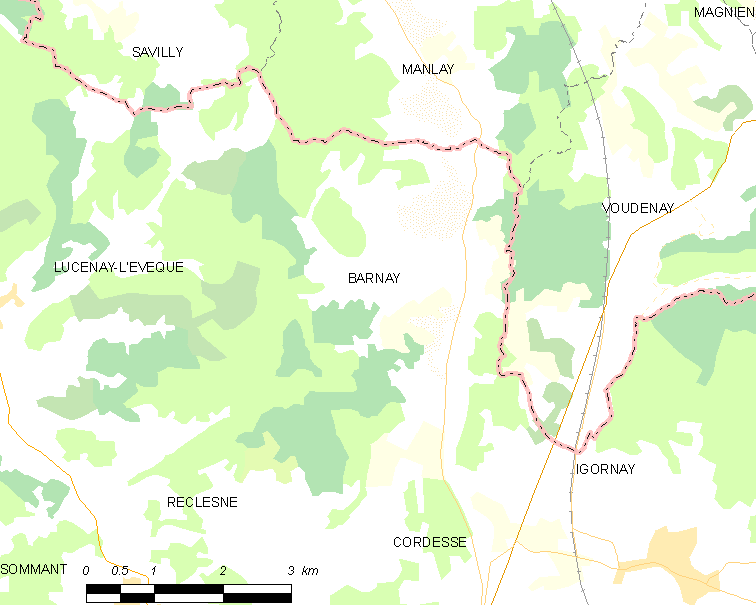
巴尔奈的OSM定位图

巴尔奈的时区为UTC+01:00、UTC+02:00（夏令时）。

## 行政
巴尔奈的邮政编码为71540，INSEE市镇编码为71020。

## 政治
巴尔奈所属的省级选区为欧坦第一县。

## 人口

1962-2008年间巴尔奈人口变化图示

巴尔奈于2022年1月1日时的人口数量为99人。